# Prix décernés par l'Inserm
 (mars 2020).
L'Inserm décerne chaque année depuis 2000 cinq types de prix scientifiques : le Grand Prix, le prix Recherche, le prix Innovation, le prix d'Honneur et le prix International.

## Présentation des prix

### Grand prix
Le grand prix rend hommage à un acteur de la recherche scientifique française dont les travaux ont permis des progrès remarquables dans la connaissance de la physiologie humaine, en thérapeutique, et plus largement, dans le domaine de la santé.
Comme la médaille d'or du CNRS, il est l'une des plus hautes distinctions scientifiques françaises.

### Prix Recherche
Les prix Recherche distinguent des chercheurs, enseignants-chercheurs et cliniciens-chercheurs, dont les travaux ont particulièrement marqué le champ de la recherche fondamentale, de la recherche clinique et thérapeutique et de la recherche en santé publique.

### Prix Innovation
Les prix de l'innovation récompensent des ingénieurs, techniciens ou administratifs pour des réalisations originales au service de l'accompagnement de la recherche ;

### Prix International
Depuis 2004, le prix international (aussi appelé jusqu'en 2008, Prix étranger) est décerné, témoignant de la carrière de personnalités scientifiques internationales particulièrement éminentes.

### Prix Opecst-Inserm
Le prix Opecst-Inserm est décernée conjointement par l'Inserm et par l'Office parlementaire d'évaluation des choix scientifiques et technologiques.

## Liste des lauréats par année

### Lauréats 2000
- Grand prix : Arnold Munnich
- Prix de Recherche Physiologie et Physiopathologie : Guido Kroemer
- Prix de Recherche thérapeutique : Anne-Catherine Prats
- Prix de Recherche en Santé publique : Laurent Abel
- Prix de l'Innovation "Méthodologie" : Laurent Barantin
- Prix de l'Innovation "Gestion de la Recherche" : Daniel Francal

### Lauréats 2001
- Grand prix : Yves Agid
- Prix de Recherche Physiologie et Physiopathologie : Ellen Van Obberghen-Schilling
- Prix de Recherche thérapeutique : Christian Bailly
- Prix de Recherche en Santé publique : Philippe Amouyel
- Prix de l'Innovation "Méthodologie" : Amanda Casrouge
- Prix de l'Innovation "Accompagnement de la Recherche" : Pierrette Beaucerf

### Lauréats 2002
- Grand prix : Monique Capron
- Prix de Recherche Physiologie et Physiopathologie : Emiliana Borrelli
- Prix de Recherche thérapeutique : Jean-Louis Mergny
- Prix de Recherche en Santé publique : Marion Leboyer
- Prix de l'Innovation "Méthodologie" : Alice Gueguen, Christiane Rose

### Lauréats 2003
- Grand prix : Miroslav Radman
- Prix de l'Innovation "Méthodologie" : Françoise Péquignot, Jean-Luc Vonesch, Laurent Font (médaille d'honneur)
- Prix de Recherche fondamentale : François Taddei
- Prix de Recherche clinique : Florence Demenais
- Prix de Recherche en Santé publique : Jean-François Ravaud

### Lauréats 2004
- Grand prix : Jean-Marc Egly
- Prix d'honneur : Pierre Chambon
- Prix Étranger : Harvey Alter
- Prix de Recherche fondamentale : Antoine Triller
- Prix de Recherche clinique et thérapeutique : Élisabeth Tournier-Lasserve
- Prix de Recherche en Santé publique : Catherine Le Galès-Camus
- Prix de l'Innovation "Accompagnement de la Recherche" : Rémi Souchon et Yves Theillère, Michel Depardieu

### Lauréats 2005
- Grand prix : Bernard Malissen
- Prix d'honneur : Jacques Glowinski
- Prix Étranger : David Lane
- Prix de l'Innovation, "Accompagnement de la recherche" : Reine Bareille, Georges Issa
- Prix de Recherche en Physiologie et physiopathologie : Pascale Cossart
- Prix de Recherche clinique et thérapeutique : Pierre Desreumaux
- Prix de Recherche en Santé Publique : François Cambien

### Lauréats 2006
- Grand prix : Pierre Corvol
- Prix d'honneur : Ketty Schwartz
- Prix Étranger : Chen Zhu
- Prix de l'Innovation : Yara Barreira, Franck Letourneur et Philippe Rostaing
- Prix Recherche : Christian Roux, Marina Cavazzana-Calvo et Antoine Flahault

### Lauréats 2007
- Grand prix : Christine Petit
- Prix d'honneur : Pierre Ducimetière
- Prix Innovation : Marie-Noëlle Fourmaux, Josy Froger et Chantal Jacquet
- Prix Étranger : Mina Bissell
- Prix Recherche : Benedita Barata da Rocha, Laurence Zitvogel et Eric Jougla

### Lauréats 2008
- Grand prix : Alain Fischer
- Prix d'honneur : Alim-Louis Benabid
- Prix Innovation : Luc Legrès, Nicole Pinhas
- Prix Étranger : Tomas Lindahl
- Prix Recherche : Anne Eichmann, Elena Levashina

### Lauréats 2009
- Grand prix : Yehezkel Ben-Ari
- Prix d'honneur : Nicole Le Douarin
- Prix International : Nora Volkow
- Prix Innovation : Brigitte Bazin, Jean-Marie Garnier
- Prix Recherche : Pierre Brousset, Stanislas Lyonnet

### Lauréats 2010
- Grand prix : Didier Raoult
- Prix d'honneur : Éliane Gluckman
- Prix International : Denis Duboule
- Prix Innovation : Dominique Donnet-Kamel, Boris Matrot
- Prix Recherche : Jamel Chelly, Naomi Taylor

### Lauréats 2011
- Grand prix : Alain Prochiantz
- Prix d'honneur : Ethel Moustacchi
- Prix International : Susan Gasser
- Prix Innovation : Claude Delpuech, Frédéric Fiore
- Prix Recherche : Geneviève de Saint Basile-Chazelas, Pierre Léopold

### Lauréats 2012
- Grand prix : Philippe Sansonetti
- Prix d'honneur : Jean-Paul Soulillou
- Prix International : Ingrid Grummt
- Prix Innovation : Alain de Cesare, Marc Lopez
- Prix Recherche : Sophie Ugolini, Jessica Zucman-Rossi

### Lauréats 2013
- Grand prix : Stanislas Dehaene
- Prix d'honneur : Daniel Louvard
- Prix International : Ogobara Doumbo
- Prix Innovation : Véronique Guyonnet-Dupérat
- Prix Recherche : Dominique Costagliola, Gulnara Yusupova, Joseph Hemmerlé
- Prix Opecst-Inserm : Jacques Grassi

### Lauréats 2014
- Grand prix : Anne Dejean-Assémat
- Prix d'honneur : William Vainchenker
- Prix International : Leszek Borysiewicz
- PrixInnovation : Mathieu Ducros, Frédéric De Bock
- Prix Recherche : Hélène Dollfus, Nadine Cerf-Bensussan
- Prix Opecst-Inserm : Mickaël Tanter

### Lauréats 2015
- Grand prix : Pier-Vincenzo Piazza
- Prix d'honneur : Étienne-Émile Baulieu
- Prix International : Peter Piot
- Prix Innovation : René Ferrera, Claire Lissalde
- Prix Recherche : Caroline Robert, Archana Singh-Manoux
- Prix Opecst-Inserm : José-Alain Sahel

### Lauréats 2016
- Grand prix : Jean-Laurent Casanova
- Prix d'honneur : Catherine Barthélémy
- Prix International : Linda Fried
- Prix Innovation : Benjamin Mathieu, Céline Tomkiewicz-Raulet
- Prix Recherche : Rosa Cossart, Xavier Jouven
- Prix Opecst-Inserm : Martine Bungener

### Lauréats 2017
- Grand prix : Edith Heard
- Prix d'honneur : Claude-Agnès Reynaud et Jean-Claude Weill
- Prix International : Marie-Paule Kieny
- Prix de l'Innovation : Sophie Allart, Ludovic Galas
- Prix d'honneur : Claude-Agnès Reynaud et Jean-Claude Weill
- Prix Opecst-Inserm : Marc Peschanski
- Prix Recherche : Alain Chédotal, Emmanuelle Génin

### Lauréats 2018
- Grand prix : Alain Tedgui
- Prix d'honneur : Antoine Triller
- Prix International : Elisabetta Dejana
- Prix Innovation : Ahmed Abbas, Nelly Pirot
- Prix Spécial : Pierre Golstein
- Prix Opecst-Inserm : Robert Barouki
- Prix Recherche : Ana-Maria Lennon-Duménil, Nathalie Vergnolle

### Lauréats 2019
- Grand prix : Éric Gilson
- Prix d'honneur : Jean-François Delfraissy
- Prix International : Michel Sadelain
- Prix Innovation : Chiara Guerrera
- Prix Opecst-Inserm : Hervé Chneiweiss
- Prix Recherche : Mathilde Touvier

### Lauréats 2020
- Grand prix : Dominique Costagliola[5]
- Prix Recherche : Florence Ader[6] et France Mentré[7]
- Prix International : Anthony Fauci[8]
- Prix Innovation : Hélène Espérou[9], Jean-Christophe Hébert[10] et Frédérique Lesaulnier[11]
- Prix Opecst-Inserm : Yazdan Yazdanpanah[12]

### Lauréats 2021
- Grand prix : Marion Leboyer
- Prix Recherche : Pierre-Louis Tharaux
- Prix Science et société Opecst : Laurent Fleury
- Prix Appui à la recherche : Ana Zarubica
- Prix Innovation : Francine Behar-Cohen

### Lauréats 2022
- Grand prix : Olivier Delattre
- Prix Recherche : Valérie Gabelica
- Prix Science et société Opecst : Priscille Rivière
- Prix Appui à la recherche : Justine Bertrand-Michel
- Prix Innovation : Valérie Crépel

### Lauréats 2023
- Grand prix : Nadine Cerf-Bensussan
- Prix Recherche : Thomas Baumert
- Prix Science et société Opecst : Marina Kvaskoff
- Prix Appui à la recherche : Ghislaine Filliatreau
- Prix Innovation : Alexandre Loupy